# Filtro labial
Filtro labial é uma depressão vertical na área média do lábio superior, comum aos mamíferos da subclasse theria, estendendo-se em humanos desde o septo nasal até o tubérculo do lábio superior. A forma como o filtro aparece é determinada geneticamente. Em algumas síndromes este sulco é encurtado.